# Franz Spalowsky
Franz Spalowsky (* 14. Oktober 1875 in Wien; † 23. Juni 1938 ebenda) war ein österreichischer Politiker der  Christlichsozialen Partei (CSP).

## Ausbildung und Beruf
Nach dem Besuch der Volks- und einer Staatsgewerbeschule lernte er den Beruf des Tischlers. Später, im Jahr 1904, wurde er Herausgeber und Redakteur des Zentralorgans der Christlichen Gewerkschaften „Der christliche Gewerkschafter“.

## Politische Funktionen
- 1908: Abgeordneter zum Niederösterreichischen Landtag
- 1914: Mitglied des Wiener Gemeinderates
- 1917: Stadtrat
- 1918–1919: Abgeordneter zum Provisorischen Landtag von Niederösterreich
- 1918–1919: Mitglied des Provisorischen Gemeinderates und Stadtsenates von Wien und des Stadtrates Weiskirchner
- 1919: Vorsitzender der Zentralkommission der Christlichen Gewerkschaften

## Politische Mandate
- 4. März 1919 bis 9. November 1920: Mitglied der Konstituierenden Nationalversammlung, CSP
- 10. November 1920 bis 1. Oktober 1930: Mitglied des Nationalrates (I., II. und III. Gesetzgebungsperiode), CSP
- 2. Dezember 1930 bis 2. Mai 1934: Mitglied des Nationalrates (IV. Gesetzgebungsperiode), CSP